# Нестье
Нестье́ (фр. Nestier, окс. Nestièr) — коммуна во Франции, находится в регионе Юг — Пиренеи. Департамент — Верхние Пиренеи. Входит в состав кантона Сен-Лоран-де-Нест. Округ коммуны — Баньер-де-Бигор.
Код INSEE коммуны — 65327.

## География

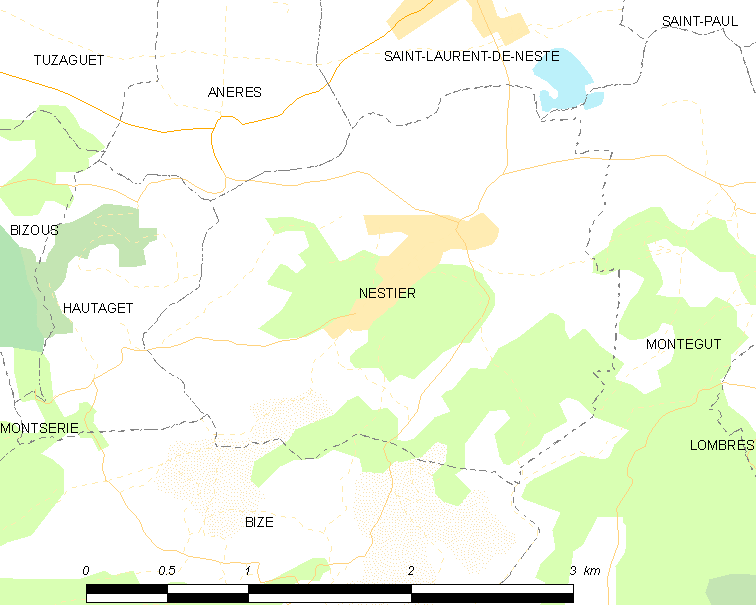
Карта коммуны

Коммуна расположена приблизительно в 660 км к югу от Парижа, в 100 км юго-западнее Тулузы, в 38 км к юго-востоку от Тарба.
На севере коммуны протекает река Нест.

## Климат
Климат умеренно-океанический с солнечной тёплой погодой и обильными осадками на протяжении практически всего года.

## Население
Население коммуны на 2010 год составляло 163 человека.
| 1962 | 1968 | 1975 | 1982 | 1990 | 1999 | 2010 |
| ---- | ---- | ---- | ---- | ---- | ---- | ---- |
| 186  | 228  | 189  | 180  | 196  | 165  | 163  |

## Администрация
| Период | Период | Фамилия         | Партия | Примечания |
| ------ | ------ | --------------- | ------ | ---------- |
| 1945   | 1971   | Леонар Морер    |        |            |
| 1971   | 1989   | Альфред Клавери |        |            |
| 1989   | 2008   | Элен Кастеран   |        |            |
| 2008   | 2014   | Ремон Кастеран  |        |            |
| 2014   | 2020   | Бернар Руэд     |        |            |

## Экономика
В 2010 году среди 100 человек трудоспособного возраста (15-64 лет) 71 были экономически активными, 29 — неактивными (показатель активности — 71,0 %, в 1999 году было 63,0 %). Из 71 активных жителей работали 64 человека (35 мужчин и 29 женщин), безработных было 7 (2 мужчин и 5 женщин). Среди 29 неактивных 5 человек были учениками или студентами, 16 — пенсионерами, 8 были неактивными по другим причинам.

## Достопримечательности
- Монументальное распятие Мон-Арес (1863 год). Исторический памятник с 1989 года[4]

## Фотогалерея

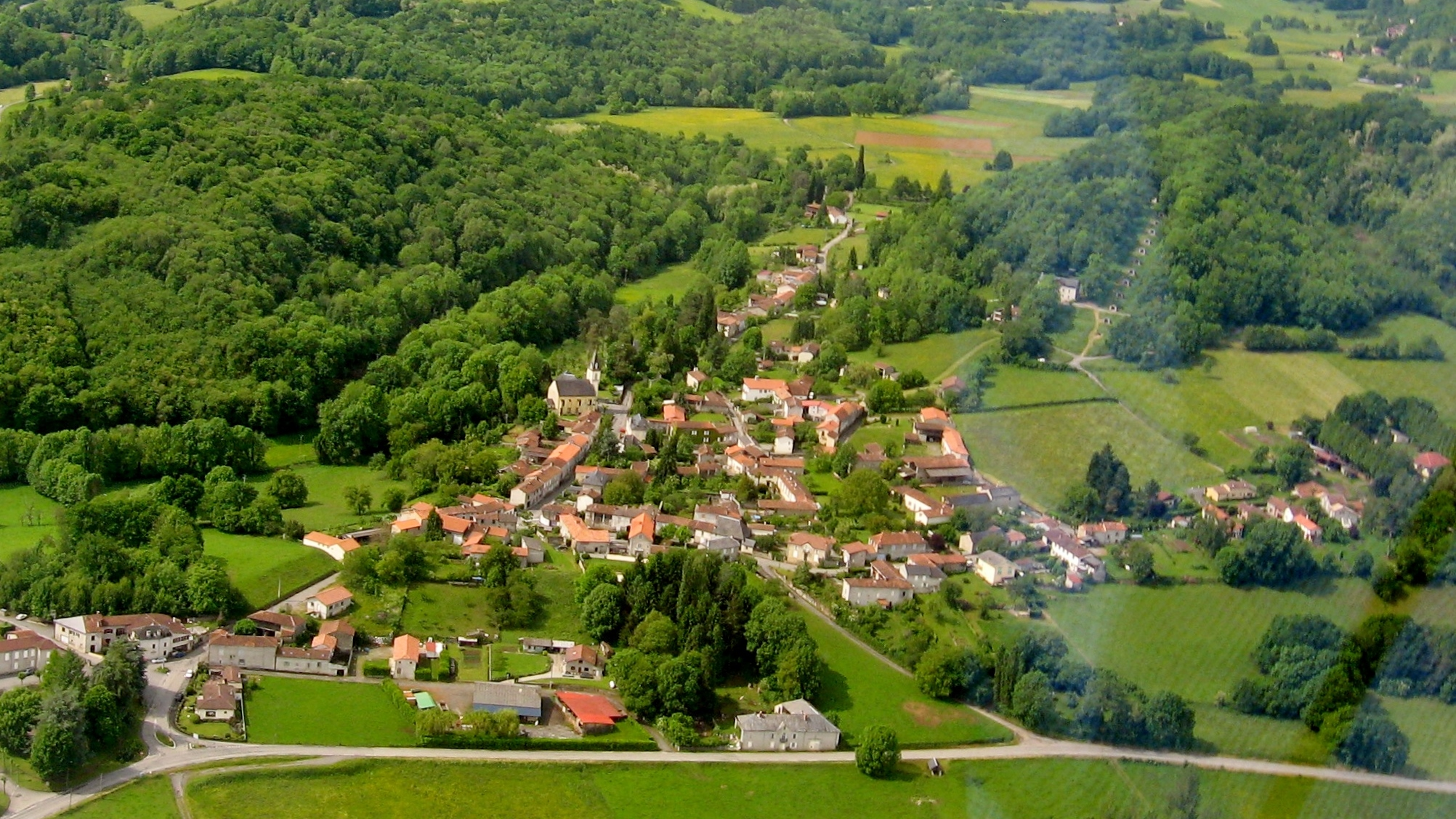
Нестье
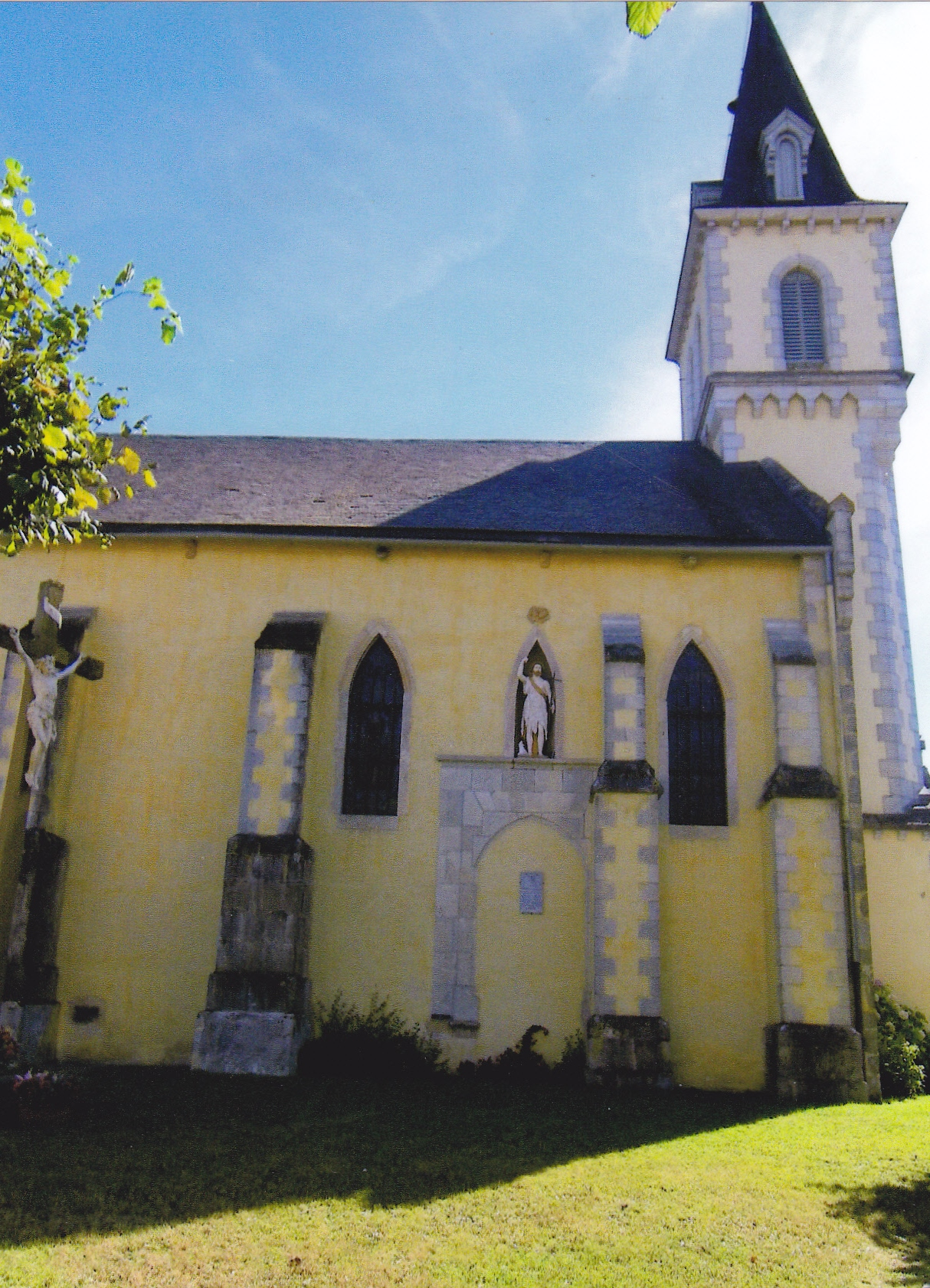
Церковь
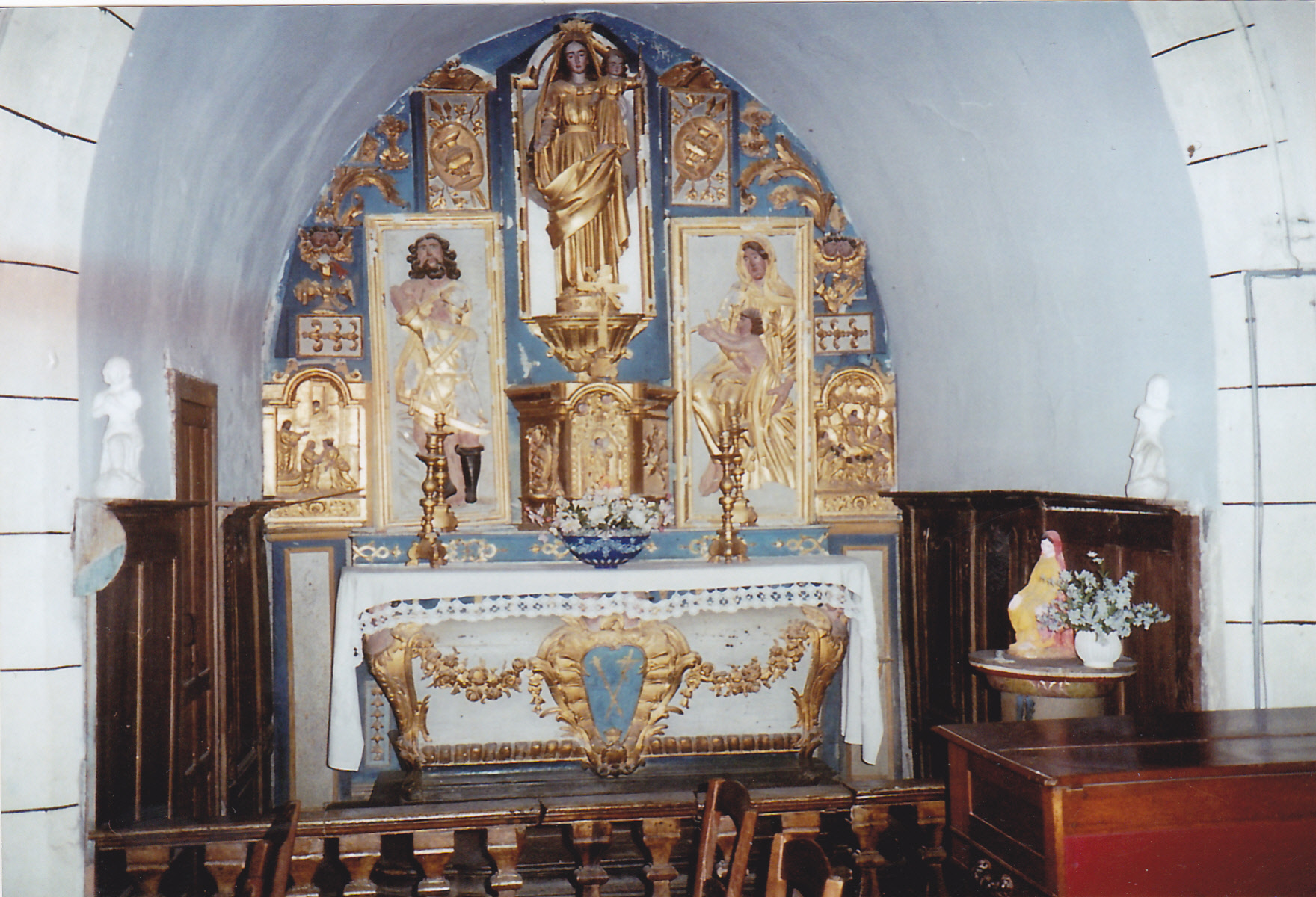
Ретабло церкви
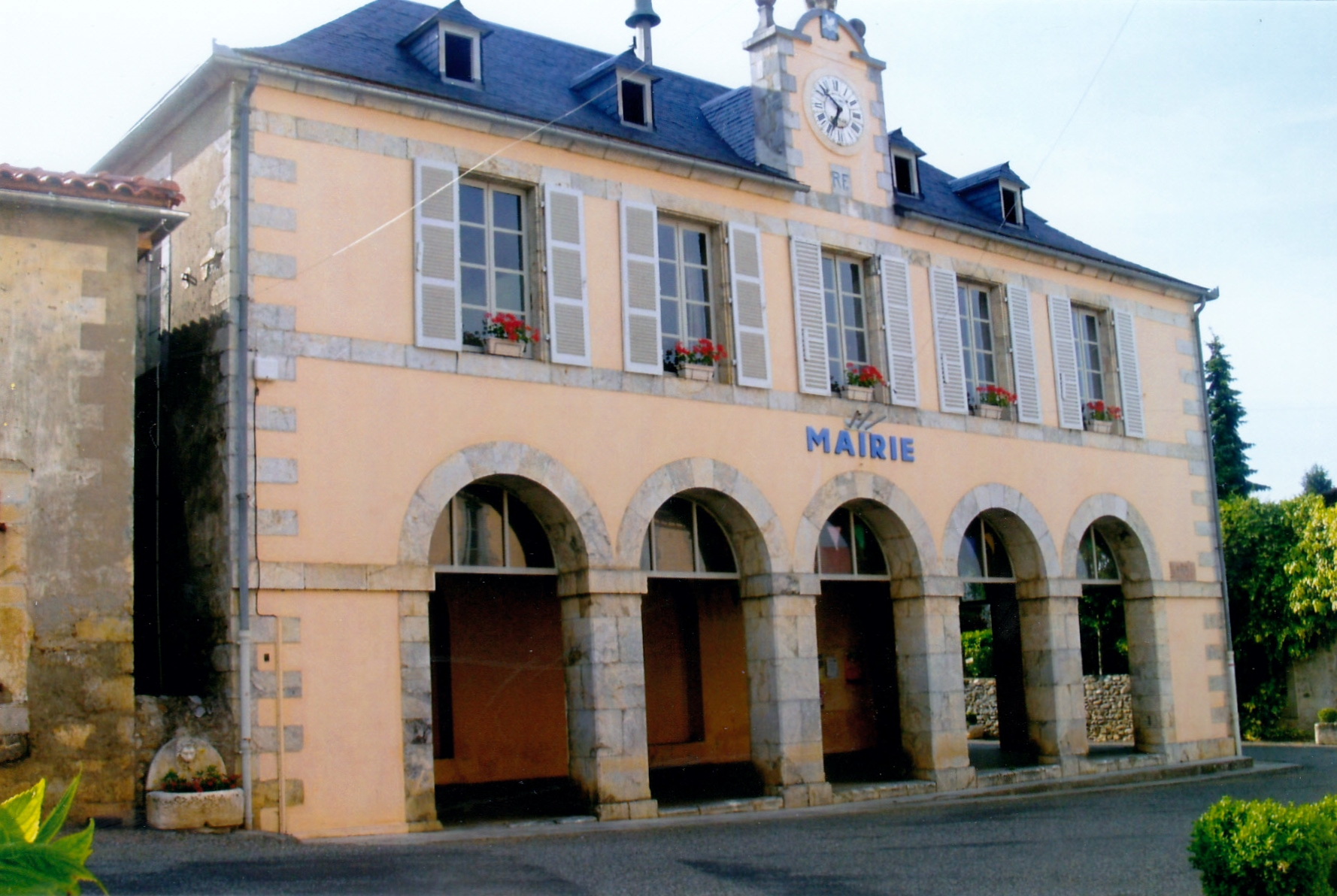
Мэрия
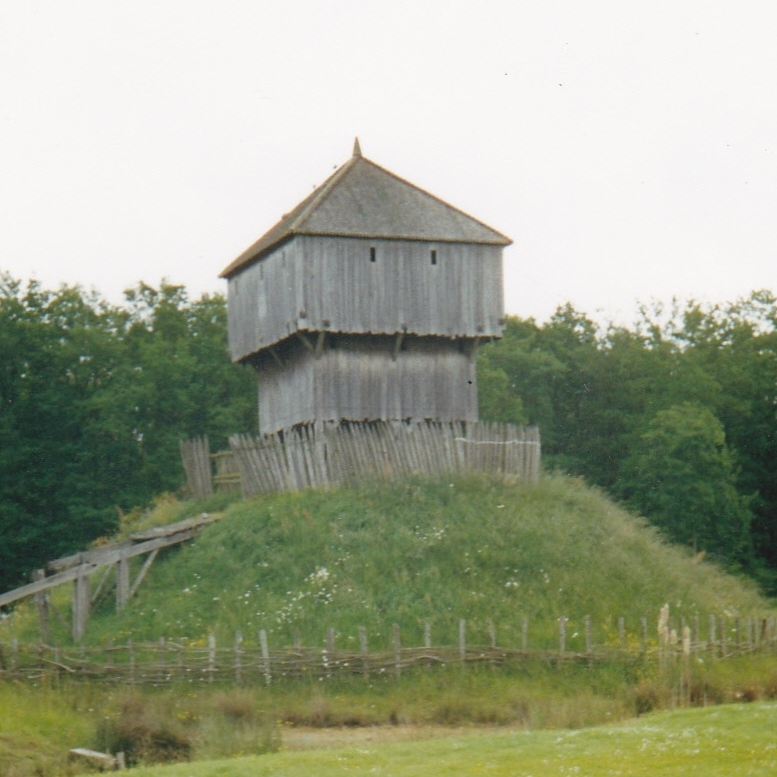
Мотт
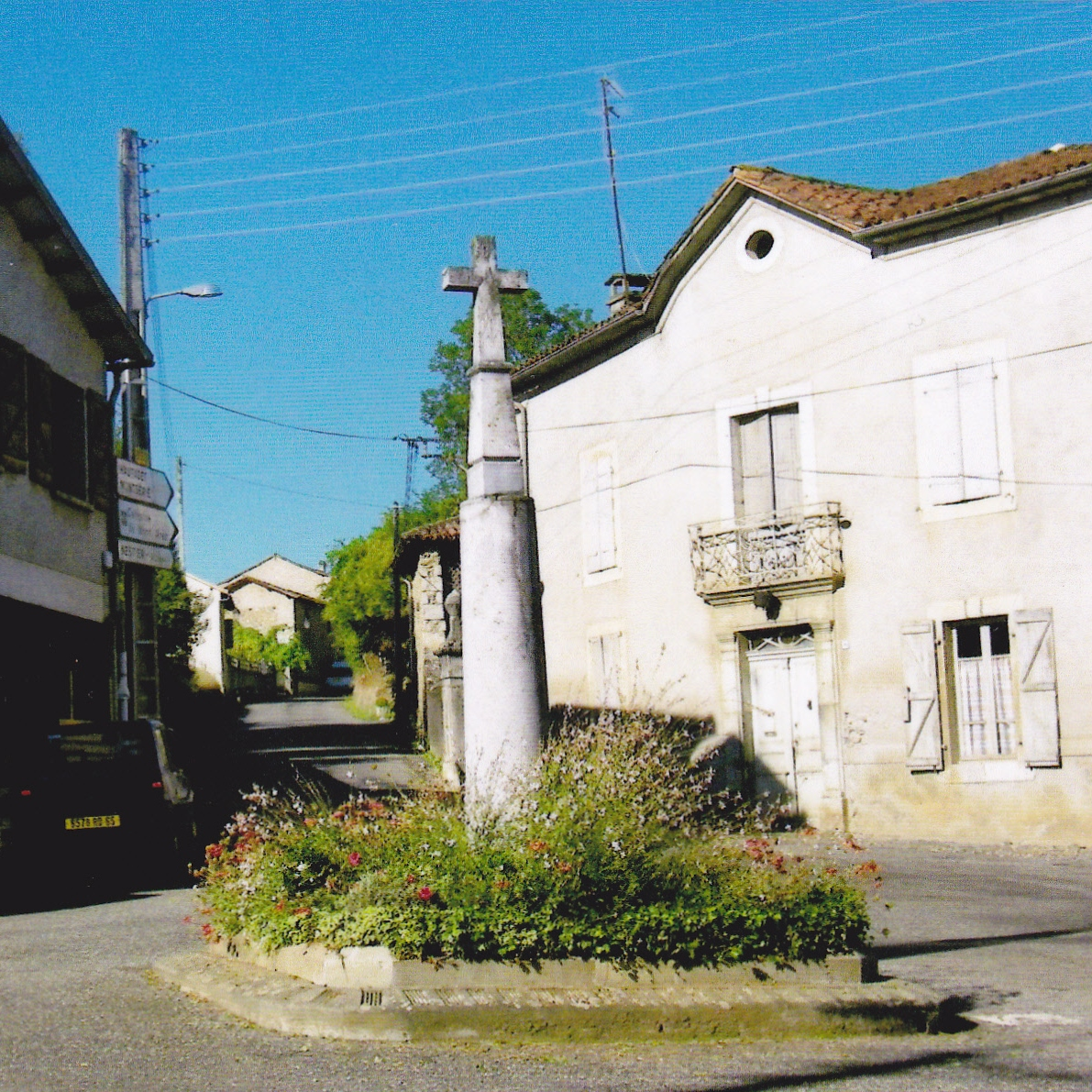
Крест